# デオキシアデノシン三リン酸
デオキシアデノシン三リン酸(Deoxyadenosine triphosphate、dATP)は、ヌクレオシド三リン酸であり、DNA複製を行う細胞で用いられる。